# Параньга
Параньга́ (Бэрэнгуйэ, в переводе с персидского «Деревня святых», луговомар. Поранча) — посёлок городского типа, административный центр Параньгинского района Республики Марий Эл России.

## География
Посёлок расположен в верховьях реки Параньгинки (приток Илети), в 95 км к востоку от Йошкар-Олы (106 км по дороге), где находится ближайшая железнодорожная станция.

## Топонимика
Ойконим отгидронимный, назван по реке Параньгинка, на берегу которой он расположен. Древняя форма названия реки Поранча («марийская река»), которая объясняется посредством пермских языков «Пор + ан + ча», где удм. пор — мари, «ан» — словообразующий суффикс, «ча» — суффикс, вариант гидроформанта «ша».

## История
Населённый пункт основан после 1552 года.
Деревня Параньга в конце XVII века была в составе Турекской волости Алатской дороги Казанского уезда Казанской губернии. В 1762 году она упоминается в составе Илеть-Кукморской волости. В конце XVIII — начале XIX веков деревня Параньга стала волостным центром Уржумского уезда Вятской губернии. В XIX века входила в Ирмучашскую и Турекскую волости Уржумского уезда. В 1920 году в составе Турекской волости вошла в МАО. Находилась в Сернурском, а с 1924 года — Мари-Турекском кантонах. В 1931 году стала центром Татарского (с 8 июля 1932 года — Параньгинского) района. С мая 1963 по январь 1965 года находился в составе Мари-Турекского района. Статус посёлка городского типа — с 7 июля 1974 года.
Народная легенда гласит: "Первоначально селение называлось «Бэрэнгуйэ», что в переводе с персидского означает «Деревня Святых». Согласно преданию селение основали татары Чураш и Бураш, пришедшие сюда из ханства Касимово после 1552 года. Казанские историки считают, что в предании нашли действительные исторические факты. В архивных документах д. Беренга упоминается в 1699 году в составе Толбечковы сотни Печанова Турекской волости Казанского уезда. В начале XVIII века деревня значится как пустощь Янгильдина, в которой числилось 19 жилых дворов ясачных татар и 14 — нежилых.
Начало Параньге положили родственные группы Туганая и Рахимкола. От них пошли роды Габделов, муллы Гумера, Асфандияра бин Рахимкол и других. Жители деревни исповедовали мусульманскую религию. Первые муллы Ишморат и Гумер, по сохранившимся воспоминаниям, здесь служили в начале XVIII века. Архивное упоминание о мечети в Параньге встречается в 1771 году.

## Население
| 1959  | 1970  | 1979  | 1989  | 2002  | 2009  | 2010  | 2012  | 2013  |
| ----- | ----- | ----- | ----- | ----- | ----- | ----- | ----- | ----- |
| 3881  | ↗4810 | ↗5532 | ↗6863 | ↘6716 | ↘6600 | ↘5985 | ↘5809 | ↘5697 |
| 2014  | 2015  | 2016  | 2017  | 2018  | 2019  | 2020  | 2021  | 2023  |
| ↘5599 | ↘5513 | ↘5444 | ↘5432 | ↘5411 | ↘5294 | ↘5193 | ↗5375 | ↘5267 |

Национальный состав
По итогам переписи населения 2020 года проживали следующие национальности (национальности менее 0,1 % и другое см. в сноске к строке «Другие»):
| Национальность | Численность, чел. | Доля     |
| -------------- | ----------------- | -------- |
| Татары         | 3922              | 72,97 %  |
| Марийцы        | 695               | 12,93 %  |
| Русские        | 614               | 11,42 %  |
| Таджики        | 28                | 0,52 %   |
| Узбеки         | 14                | 0,26 %   |
| Чуваши         | 7                 | 0,13 %   |
| Туркмены       | 7                 | 0,13 %   |
| Азербайджанцы  | 6                 | 0,11 %   |
| Другие         | 82                | 1,53 %   |
| Итого          | 5375              | 100,00 % |

## Религия
Мечети:
- Центральная Красная мечеть;
- Белая мечеть.

## Известные люди
- Насретдинов, Халил Фидаевич (1890—1964) — мусульманский религиозный деятель, имам мечети в Москве.
- Шаймарданов Марсель Зарифович (1942—2024) — советский и российский математик, метеоролог, доктор географических наук, профессор. Директор Всероссийского НИИ гидрометеорологической информации — Мирового центра данных (ВНИИГМИ-МЦД) (1994—2010). Профессор Обнинского государственного технического университета атомной энергетики (2003—2024). Заслуженный метеоролог Российской Федерации (1998). Академик Российской академии проблем безопасности, обороны и правопорядка (с 2003), член Научно-экспертного совета при РАН и Национальной океанографической комиссии.